# سونيا بيتروفيتش
سونيا بيتروفيتش (بالصربية: Соња Петровић) مواليد 18 فبراير 1989 في بلغراد، جمهورية يوغوسلافيا الاشتراكية الاتحادية، هي لاعبة كرة سلة صربية. بدأت مسيرتها الاحترافية في سنة 2001. تم اختيارها من قبل فريق سان أنطونيو ستارز خلال الدرافت. تلعب مع فينيكس ميركوري في دوري الاتحاد الوطني لكرة السلة النسائية. وتحمل الرقم 5. مثلت منتخب بلادها. شاركت في دورة الألعاب الأولمبية الصيفية سنة 2016. حققت المركز الثاني في ألعاب البحر الأبيض المتوسط 2009.

## المسيرة الاحترافية
لعبت مع نادي بورجيز لكرة السلة للسيدات في موسم 2007–2008، ثم لعبت مع شيكاغو سكاي في سنة 2012، ثم لعبت مع فينيكس ميركوري في سنة 2016.

## الميداليات
| الميدالية | المسابقة                        |
| --------- | ------------------------------- |
| برونزية   | الألعاب الأولمبية الصيفية 2016  |
| فضية      | ألعاب البحر الأبيض المتوسط 2009 |

## روابط خارجية
- سونيا بيتروفيتش على موقع الاتحاد الدولي لكرة السلة (الإنجليزية)
- سونيا بيتروفيتش على موقع الاتحاد الوطني لكرة السلة النسائية (الإنجليزية)
- سونيا بيتروفيتش على موقع كرة السلة الأوروبية.كوم (الإنجليزية)
- سونيا بيتروفيتش على موقع بروبوليرز (الإنجليزية)
- سونيا بيتروفيتش على موقع سبورتس رفرنس (الإنجليزية)
- سونيا بيتروفيتش على موقع سبورتس رفرنس (الإنجليزية)
- سونيا بيتروفيتش على موقع اللجنة الأولمبية الدولية (الإنجليزية)
- سونيا بيتروفيتش على موقع أوليمبيديا (الإنجليزية)
- سونيا بيتروفيتش على موقع اللجنة الأولمبية الصربية (الصربية)